# Veleposlaništvo Republike Slovenije v Belgiji
Veleposlaništvo Republike Slovenije v Belgiji (uradni naziv Veleposlaništvo Republike Slovenije Bruselj, Kraljevina Belgija) je diplomatsko-konzularno predstavništvo (veleposlaništvo) Republike Slovenije s sedežem v Bruslju (Belgija). Poleg te države to veleposlaništvo pokriva še Luksemburg in Zelenortske otoke. Veleposlaništvo se je dolga leta nahajalo na Rue du Commerce 44, leta 2021 pa se je začasno, predvsem v času predsedovanja Svetu Evropske unije, preselilo na Boulevard du Régent 45-46. Ministrstvo za zunanje zadeve je med tem našlo lokacijo za novo veleposlaniško stavbo, in sicer na Joseph II 16, kjer je nekdaj domoval generalni sekretariat Evropskega združenja za prosto trgovino.
Trenutna veleposlanica je Barbara Sušnik.

## Veleposlaniki
- Barbara Sušnik (2022–danes)
- Rado Genorio (2017–2022)
- Matjaž Šinkovec (2013–2017)
- Anita Pipan (2009–2013)
- Borut Trekman (2003–2008)
- Marija Adanja (1999–2003)
- Jaša Zlobec (1993–1999)
- Boris Cizelj (1992–1993)